# Skory (1941)
El destructor Skory (en ruso: Скорый, lit. 'Veloz') fue uno de los dieciocho destructores de la clase Storozhevoy (oficialmente conocidos como Proyecto 7U) construidos para la Armada Soviética a finales de la década de 1930. Aunque comenzó la construcción como un destructor de la clase Gnevny, el Skory se completó en 1941 con el diseño modificado del Proyecto 7U.
Con sus pruebas en el mar interrumpidas por el comienzo de la Operación Barbarroja en junio, el Skory fue asignado a la Flota del Báltico y luchó en la defensa de Tallin (Estonia), proporcionando apoyo de fuego naval a las tropas soviéticas. Durante la evacuación de Tallin el 28 de agosto, chocó contra una mina mientras intentaba remolcar al destructor Minsk y casi se partió por la mitad, hundiéndose en cuestión de minutos con la pérdida de 57 tripulantes y un número desconocido de pasajeros.

## Diseño y descripción
Originalmente construido como un buque de Clase Gnevny, el Skory y sus buques gemelos se completaron con el diseño modificado del Proyecto 7U después de que Iósif Stalin, Secretario General del Partido Comunista de la Unión Soviética, ordenara que estos últimos se construyeran con las calderas dispuestas en escalón, en lugar de estar enlazadas como en los destructores de la clase Gnevny, de modo que el barco aún pudiera moverse con una o dos calderas desactivadas.
Al igual que los destructores de la Clase Gnevny, los destructores del Proyecto 7U tenían una eslora de 112,5 metros y una manga de 10,2 metros, pero tenían un calado reducido de 3,98 metros a plena carga. Los barcos tenían un ligero sobrepeso, desplazando 1727 toneladas con carga estándar y 2279 toneladas a plena carga. 
La tripulación de la clase Storozhevoy ascendía a 207 marineros y oficiales en tiempo de paz, pero podía ahumentar hasta los 271 en tiempo de guerra, ya que se necesitaba más personal para operar el equipo adicional. Cada buque tenía un par de turbinas de vapor con engranajes, cada una impulsando una hélice, diseñada para producir 54.000 C.V en el eje utilizando vapor de cuatro calderas de tubos de agua, que los diseñadores esperaban superaría los 37 nudos (69 km/h) de velocidad de los Project 7 porque había vapor adicional disponible. El propio Skory solo alcanzó los 36,8 nudos (68,2 km/h) durante sus pruebas de mar en 1943. Las variaciones en la capacidad de fueloil significaron que el alcance de los destructores de la clase Storozhevoy varió de 1380 a 2700 millas náuticas (2560 a 5000 km) a 19 nudos (35 km/h).
Los buques de la clase Storozhevoy montaban cuatro cañones B-13 de 130 milímetros en dos pares de monturas individuales superfuego a proa y popa de la superestructura. La defensa antiaérea corría a cargo de un par de cañones 34-K AA de 76,2 milímetros en monturas individuales y tres cañones AA 21 K de 45 milímetros, así como cuatro ametralladoras simples DK o DShK AA de 12,7 milímetros. Llevaban seis tubos lanzatorpedos de 533 mm en dos montajes triples giratorios en medio del barco. Los buques también podían transportar un máximo de 58 a 96 minas y 30 cargas de profundidad. Estaban equipados con un juego de hidrófonos Marte para la guerra antisubmarina, aunque estos eran inútiles a velocidades superiores a tres nudos (5,6 km/h).

## Historial de combate
El Skory se inició su construcción en el astillero n.º 190 (Zhdanov) en Leningrado el 29 de noviembre de 1936 como un destructor de la  clase Gnevny. El 23 de octubre de 1938, fue reconstruido como un destructor del Proyecto 7U y botado el 24 de julio de 1939. Cuando el 22 de junio de 1941, comenzó la Operación Barbarroja, la invasión alemana de la Unión Soviética, el barco todavía estaba siendo equipado. Sus pruebas de mar se redujeron drásticamente como resultado del inicio de la guerra y el pabellón naval soviético se izó a bordo el 15 de julio, antes de unirse a la 2.ª División del Destacamento de Fuerzas Ligeras de la Flota del Báltico tres días después. El Skory acompañó a los barcos hospitales Iosif Stalin y Andrey Zhdanov a Tallin el 25 de julio, y fue transferido oficialmente a la flota el 1 de agosto.
Durante su breve carrera, el destructor luchó en la defensa de Tallin, disparó 172 proyectiles de sus cañones principales entre el 24 y el 28 de agosto en apoyo de los defensores. Mientras estaba en la rada de Tallin, el 26 de agosto, un proyectil alemán golpeó su cubierta superior, matando a tres marineros y dañando el lanzador de cargas de profundidad de popa. Durante este día y el siguiente, el Skory recibió al menos un impacto directo y varias explosiones cercanas que sin embargo no le produjeron daños significativos. Durante la Evacuación de Tallin, accidentalmente embistió al subcazador MO-407, pero permaneció a flote. El 28 de agosto, se ordenó al Skory que llevara a remolque al destructor Minsk, después de que este último resultara dañado en la zona del cabo Juminda por la explosión de una mina atrapada en sus paravanes. Mientras retrocedía hacia la ubicación del dañado Minsk a las 21:30h, el Skory golpeó una mina que casi le partió el casco por la mitad. En cuestión de minutos, el buque volcó y se hundió con la pérdida de 57 tripulantes, incluido el capitán, además de un número desconocido de mecánicos de la Aviación Naval de la Flota Báltica. El Skory fue fianalmente hundido por la Armada Soviética el 10 de septiembre.